# Soukhanovka (raïon de Khassan)
Soukhanovka (en russe : Суха́новка) est un village du raïon de Khassan du kraï du Primorié en Extrême-Orient russe. Sa population s'élevait à 76 habitants au recensement de 2010.

## Géographie
La localité est située dans le kraï du Primorié, un sujet de l'Extrême-Orient de la Russie, en Mandchourie-Extérieure, qui était autrefois chinoise (avant 1860). Elle se trouve dans le district fédéral extrême-oriental. Elle est l'une des 37 localités du raïon de Khassan, raïon situé à l'extrémité sud du kraï, au bord du golfe de Pierre-le-Grand. Son centre administratif est la commune urbaine de Slavianka
Soukhanovka, comme tout le kraï du Primorié, est située dans le fuseau horaire MSK+7 (heure de Vladivostok). Le décalage horaire appliqué par rapport au temps universel coordonné est +10:00.

## Histoire
La localité a été fondée en 1885.

## Démographie
Recensements (*) et estimations de la population,,,:
| 1900 | 1912 | 1915 | 2002 * |
| ---- | ---- | ---- | ------ |
| 204  | 249  | 266  | 93     |

| 2010* | - | - | - |
| ----- | - | - | - |
| 76    | - | - | - |

Selon le recensement de 2002, sur les 93 habitants, il y avait 100 % de Russes.